# Katona Mátyás
Katona Mátyás (Budapest, 1999. december 30.) magyar labdarúgó, a Nyíregyháza játékosa, középpályás.

## Pályafutása

### Klubcsapatokban
2007-től a Vasas, 2015-től a II. Kerületi UFC és 2018-tól az Újpest ifjúsági csapataiban nevelkedett. 2019. április 29-én aláírta első profi szerződését az Újpesttel. Rövid váci kölcsönben töltött időszak után 2020. június 20-án debütált a budapesti csapatban, a Ferencváros elleni 1–0-ra elveszített bajnokin. 2021. január 20-án társaival, Csongvai Áronnal és Máté Zsolttal együtt szerződést hosszabbított az Újpesttel. 2023. február 14-én kivásárolta a MOL Fehérvár FC. 2025. július 2-án igazolt a Nyíregyházához.

## Sikerei, díjai
Újpest
- Magyar kupagyőztes (1): 2020–21